# NGC 5566
NGC 5566 is een balkspiraalstelsel in het sterrenbeeld Maagd. Het hemelobject ligt 65 miljoen lichtjaar van de Aarde verwijderd en werd op 30 april 1786 ontdekt door de Duits-Britse astronoom William Herschel.

## Synoniemen
- UGC 9175
- MCG 1-37-2
- ZWG 47.12
- Arp 286
- IRAS 14178+0409
- PGC 51233